# 九龍巴士216M線
九龍巴士216M線是香港九龍的一條巴士路線，來往藍田站及油塘。本線兩端點（藍田站及油塘站）為港鐵觀塘綫上兩個相鄰車站，然而本線途經藍田山上多條公共屋邨，為當地居民提供接駁港鐵的服務。

## 歷史
- 1993年5月2日：本線投入服務，當時是由藍田（廣田邨）至藍田地鐵站（循環線）。
- 2002年8月3日：配合油塘站在8月4日啟用，本線改為藍田地鐵站至油塘地鐵站（循環線）。
- 2007年12月2日：配合兩鐵合併，藍田地鐵站及油塘地鐵站更名為藍田鐵路站及油塘鐵路站。
- 2013年3月24日：調整班次。
- 2015年6月27日：增設到站時間預報。[1]

## 服務時間及班次
| 藍田站開         | 藍田站開    | 藍田站開     |
| 日期             | 服務時間    | 班次（分鐘） |
| ---------------- | ----------- | ------------ |
| 星期一至五       | 05:45-06:45 | 20           |
| 星期一至五       | 06:45-07:45 | 15           |
| 星期一至五       | 07:45-10:45 | 20           |
| 星期一至五       | 10:45-14:05 | 25           |
| 星期一至五       | 14:05-20:05 | 20           |
| 星期一至五       | 20:05-22:10 | 25           |
| 星期一至五       | 22:10-00:40 | 30           |
| 星期六           | 05:45       | 05:45        |
| 星期六           | 06:10-09:10 | 30           |
| 星期六           | 09:10-12:10 | 20           |
| 星期六           | 12:10-13:10 | 15           |
| 星期六           | 13:10-17:10 | 20           |
| 星期六           | 17:10-18:10 | 15           |
| 星期六           | 18:10-19:10 | 20           |
| 星期六           | 19:10-00:40 | 30           |
| 星期日及公眾假期 | 05:45       | 05:45        |
| 星期日及公眾假期 | 06:10-09:10 | 30           |
| 星期日及公眾假期 | 09:10-15:10 | 20           |
| 星期日及公眾假期 | 15:10-17:10 | 15           |
| 星期日及公眾假期 | 17:10-20:10 | 20           |
| 星期日及公眾假期 | 20:10-00:40 | 30           |

## 收費
全程：$3.7
| - 本線設有12歲以下小童及65歲或以上長者半價優惠。 - 65歲或以上香港居民使用「樂悠咭」，以及12歲以下合資格殘疾兒童使用「殘疾人士身份」個人八達通繳付車資，均可享有每程$2.0或半價（以較低者為準）的票價優惠；12至64歲合資格殘疾人士使用「殘疾人士身份」個人八達通（包括「樂悠咭」），以及60至64歲香港居民使用「樂悠咭」繳付車資，均可享有每程$2.0或全費（以較低者為準）的票價優惠。 - 65歲或以上長者如使用長者或一般個人八達通繳付車資，則只可享有半價優惠；12至64歲合資格殘疾人士如不使用「殘疾人士身份」個人八達通，以及60至64歲人士如不使用「樂悠咭」繳付車資，必須繳付全費。 - 乘客可以現金或八達通於上車時付款，不設找續。 - 每位成人乘客可免費攜帶最多兩名4歲以下而不佔座位的兒童乘客乘車，超額之4歲以下小童必須繳付小童車費乘車。 - 持有「九巴月票」之乘客在車票有效期內，每日可享最多10程任何九龍巴士及龍運巴士路線（包括本路線，以及聯營路線的九龍巴士／龍運巴士提供的班次；惟乘搭機場「A」及「NA」線則可享原價二七折優惠（不會計算每天10次合資格車程））；而B1線則每日可享最多各2程（不會計算每天10次合資格車程）。 - 九龍巴士、城巴、龍運巴士及陽光巴士全職員工及家屬（不包括外判職員）可免費乘搭本路線，惟必須拍職員或職員家屬八達通。 - 乘客亦可透過多元化電子支付系統（e度嘟）繳付車資，包括使用非接觸式VISA卡、JCB卡、萬事達卡、銀聯卡、美國運通、大來國際、Discover Card、Apple Pay、Google Pay、Samsung Pay、AlipayHK「易乘碼」、支付寶、WeChatHK／微信支付「搭車碼」、銀聯雲閃付「乘車碼」及BOC Pay「乘車碼」。乘客使用此付款方式，使用此支付方式的乘客可享有中途下車之分段收費，以及與其他九巴／龍運獨營路線或聯營線九巴／龍運班次之轉乘優惠，惟不適用於與非九巴／龍運路線之轉乘優惠，亦不能享有「公共交通費用補貼計劃」及「長者及合資格殘疾人士公共交通票價優惠計劃」。 |

### 八達通轉乘優惠
乘客登上本線後150分鐘內以同一張八達通卡轉乘以下路線，可獲折扣優惠：
216M → 15、15A、215X
- 216M往藍田站 → 15、15A往平田，次程可獲$4.2折扣優惠。
- 216M往藍田站 → 215X往藍田（廣田邨），次程車資全免。

216M ↔ 新界區巴士路線，次程可獲$4.2折扣優惠。
- 216M → 33、38、40(A)、42C、62X、89D、258D/P或259D往新界
- 33、38、40(A)、42C、62X、89D/P、258D/A/P/S或259D往九龍 → 216M

本線↔258D/259D可同時享用屯門公路轉車站轉乘優惠
216M ↔ 213M/S，次程可獲$4.2折扣優惠。
- 216M往藍田站 → 213M/S往安達臣發展區
- 213M/S往藍田站 → 216M往油塘站

216M ↔ 14S，次程可獲$1.0折扣優惠。
- 216M往油塘站 → 14S往將軍澳華人永遠墳場
- 14S往油塘 → 216M往藍田站

## 使用車輛
本線現時使用1輛亞歷山大丹尼士Enviro 500 12米 (ATEU) 及2輛富豪B7RLE 12米 (AVC)，均隸屬九龍灣車廠。
| 車隊編號 | 車牌   |
| -------- | ------ |
| ATEU48   | PF3418 |
| AVC60    | RH9265 |
| AVC61    | RJ 246 |

## 行車路線

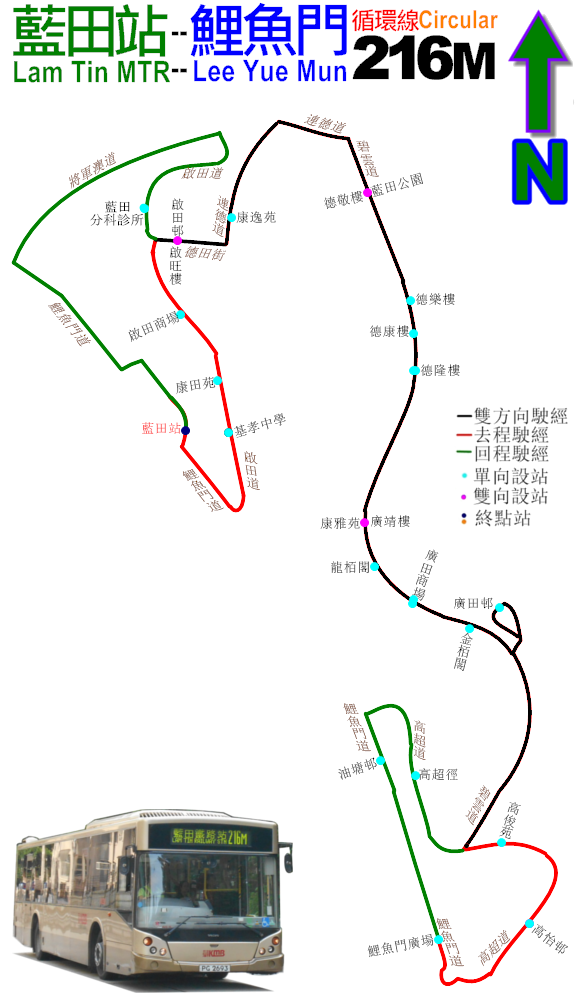
216M線的走線圖

經：鯉魚門道、啟田道、德田街、連德道、碧雲道、廣田邨巴士總站、碧雲道、高超道、鯉魚門道、高超道、碧雲道、連德道、德田街、啟田道、將軍澳道及鯉魚門道。

### 沿線車站
| 藍田站開 | 藍田站開               | 藍田站開               |
| 序號     | 車站名稱               | 位置                   |
| -------- | ---------------------- | ---------------------- |
| 1        | 藍田站巴士總站         | 藍田公共運輸交匯處     |
| 2        | 基孝中學               | 啟田道                 |
| 3        | 康田苑                 | 啟田道                 |
| 4        | 啟田商場               | 啟田道                 |
| 5        | 啟田邨                 | 德田街                 |
| 6        | 藍田公園               | 碧雲道                 |
| 7        | 德田邨德樂樓           | 碧雲道                 |
| 8        | 德田邨德隆樓           | 碧雲道                 |
| 9        | 廣田邨廣靖樓           | 碧雲道                 |
| 10       | 廣田商場               | 碧雲道                 |
| 11       | 藍田（廣田邨）巴士總站 | 藍田（廣田邨）巴士總站 |
| 12       | 高俊苑                 | 高超道                 |
| 13       | 高怡邨                 | 高超道                 |
| 14       | 鯉魚門廣場             | 鯉魚門道               |
| 15       | 油塘邨                 | 鯉魚門道               |
| 16       | 高超徑                 | 高超道                 |
| 17       | 康栢苑金栢閣           | 碧雲道                 |
| 18       | 康栢苑龍栢閣           | 碧雲道                 |
| 19       | 康雅苑                 | 碧雲道                 |
| 20       | 德田邨德康樓           | 碧雲道                 |
| 21       | 德田邨德敬樓           | 碧雲道                 |
| 22       | 康逸苑                 | 連德道                 |
| 23       | 啟田邨啟旺樓           | 德田街                 |
| 24       | 藍田分科診所           | 啟田道                 |
| 將軍澳道 |                        |                        |
| 25       | 藍田站巴士總站         | 藍田站公共運輸交匯處   |

## 外部連結
- 九巴216M線官方網站路線資料 （页面存档备份，存于）
- i-busnet.com－九巴216M號路線KMB Rt. 216M （页面存档备份，存于）
- 容偉釗. . 香港: BSI（香港）公司. 2001年11月.
- 郭炳華. 蛻變中的香港巴士（九龍新界篇）. 香港: 80M巴士專門店. 2010年. ISBN 962-8686-95-X.

1. ↑  〈九龍巴士（一九三三）有限公司，http://www.kmb.hk/tc/news/press/archives/news201506262242.html （页面存档备份，存于） 146條路線增設巴士到站時間預報服務 覆蓋逾半九巴及龍運路線〉［新聞稿］，2015年6月26日。
2. ↑  循環線折返點